# Гуркова, Александра Александровна
Алекса́ндра Алекса́ндровна Гурко́ва (род. 23 апреля 1988, Куйбышев, РСФСР, СССР) — российская поп-певица, актриса
 и фотомодель. Экс-участница музыкальных групп «Танго и Кэш», «КГБ», Princessa Avenue. В 2006 году стала финалисткой популярного музыкального телепроекта Первого канала «Фабрика звёзд-6». С 2015 года выступает под псевдонимом Саша Холидей.

## Биография
Родилась 23 апреля 1988 года в Самаре в семье саксофониста Александра Васильевича Гуркова и директора представительства туристической компании Натальи Владимировны Гурковой, есть старший брат — Станислав. Девочка с детства любила джаз и хотела стать известной артисткой.
С 6 лет начала выступать на сцене. В 2001 году принимала участие в детской рок-опере «Другой мир» в Самаре. Активно участвовала в различных конкурсах и соревнованиях, получила много призов и званий. Многократная обладательница гран-при всероссийского конкурса «Голоса XXI века».  В 2004 году заняла первое место на фестивале молодых исполнителей «Хрустальная магнолия» в Сочи. В 2005 году стала обладательницей гран-при вокального конкурса «Тольятти хит-шоу».
В 2006 году участвовала в популярном музыкальном телепроекте Первого канала «Фабрика звёзд 6» и вышла в финал. После участия в проекте недолгое время была участницей групп «Танго и Кэш» и «КГБ», с 2007 по 2011 год — солистка группы Princessa Avenue. Участвовала в проекте «Ты — супермодель 3» на СТС.
С 2015 года стала вокалисткой сольного проекта Sasha Holiday. 24 ноября 2017 года выпустила дебютный сольный альбом Baby.
Снимается в кино.

## Личная жизнь
С 31 мая 2013 года замужем за Валерием Дробышем, сыном Виктора Дробыша. Четверо детей: сын Иван (род. 11 ноября 2011), дочь Мария (род. 9 октября 2017), сын Николай (род. 4 сентября 2018) и дочь Шанти (род. 6 февраля 2022).

## Фильмография
| Год  | Название           | Тип   | Роль               |
| ---- | ------------------ | ----- | ------------------ |
| 2011 | Моя безумная семья | фильм | Катя, сестра Кости |